# Félix-Henri Giacomotti
Félix-Henri Giacomotti (Quingey, 19 novembre 1828 – Besançon, 10 maggio 1909) è stato un pittore francese.

## Biografia
Félix-Henri Giacomotti era di origine italiana e solo a ventun anni acquisì la nazionalità francese. Era infatti figlio di un italiano, Brice Giacomotti e di una francese, Jeanne Louise Bonavalot.

Vocato sin da piccolo all'arte, seguì all'inizio i corsi della Scuola di disegno di Besançon, per poi entrare nell'atelier di Edouard Baille. Questi, constatate le sue capacità, gli consigliò di recarsi a Parigi e di seguire i corsi dell'École des Beaux-Arts. Trasferitosi nella capitale, Giacomotti si iscrisse alla prestigiosa Scuola divenendo allievo di François-Édouard Picot. Nel 1854 vinse il prix de Rome in pittura storica con il quadro "Abraham lavant les pieds aux anges", e partì per Roma, ospite, come gli altri vincitori del premio, di villa Medici (Accademia di Francia).
Durante il suo soggiorno romano, dal 1855 al 1860, studiò anche con Jean-Victor Schnetz e dipinse un ritratto dell'architetto Paul-Emile Bonnet, tuttora conservato nell'Accademia di Francia a Roma.
Giacomotti fu anche autore del "Repos de la Sainte Famille", sito nel transetto nord della chiesa di Notre-Dame-des-Champs a Parigi, dove si può vedere San Giuseppe fasciare il Bambino Gesù.
Realizzò anche alcune opere per la chiesa di Saint Martin di Quingey. Questi quadri furono inaugurati l'8 maggio 1892 da Monsignor Rigny, canonico e parroco della chiesa di Saint-Pierre a Besançon.
Rientrato in Francia, Giacomotti espose al Salon di Parigi dal 1859 sino al 1909, anno della sua morte. Pur non vincendo nessuna medaglia, fu sempre apprezzato ed ebbe un buon successo di pubblico. Ricevette infatti numerosi incarichi, fra i quali la decorazione di un soffitto per il Museo del Luxembourg: "La Gloire de Rubens", oggi visibile nel Municipio di Bourges.

Fu in seguito nominato direttore della "Scuola comunale di belle arti" e Conservatore del "Museo d'Arte e Archeologia" di Besançon, carica che egli mantenne per tutta la vita.
Giacomotti fu essenzialmente un pittore accademico e praticò sempre la pittura storica e la pittura religiosa. Ma gli si devono anche diversi ritratti e diversi nudi femminili, realizzati sulla scia di William Bouguereau e di Alexandre Cabanel dei quali egli era stato sempre un ammiratore.
Il 15 agosto 1867 fu insignito del titolo di Cavaliere della Legion d'onore.
Félix-Henri Giacomotti morì nel maggio del 1909, quasi del tutto dimenticato. Aveva 81 anni.

Una vasta retrospettiva monografica dei suoi lavori si è tenuta a Étampes nel 2005.

## Galleria d'immagini

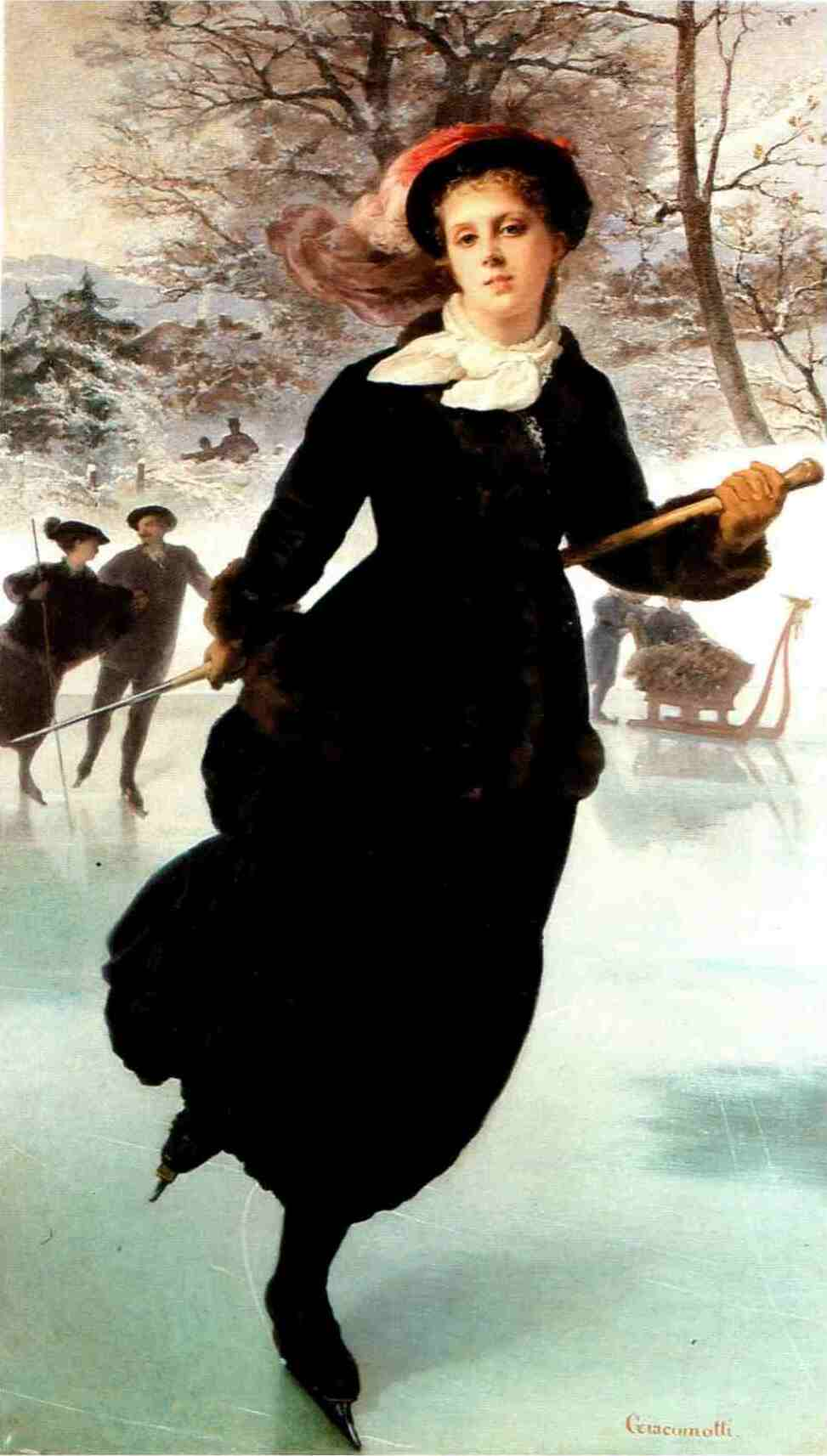
La Pattinatrice (1883)
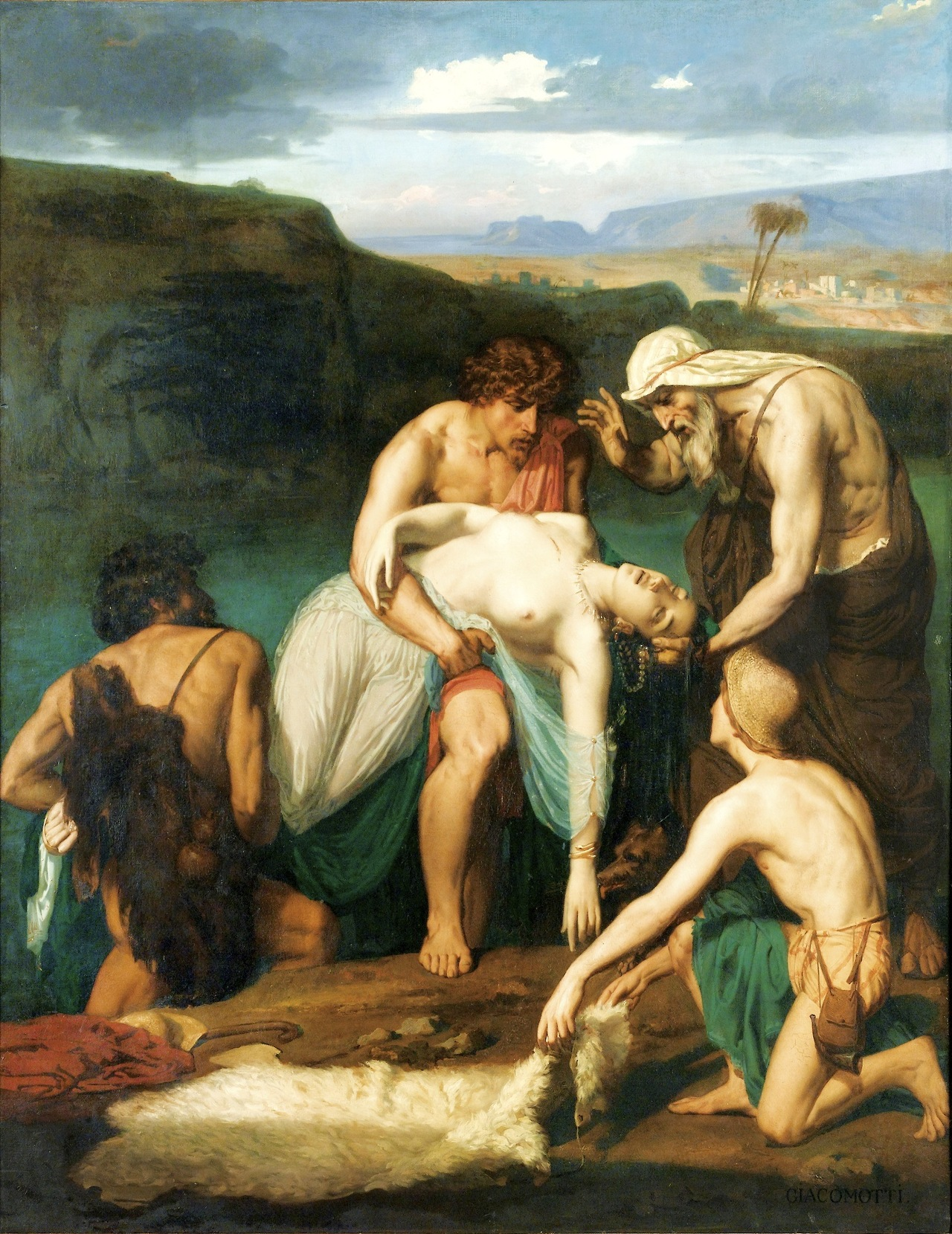
Morte di Zenobia
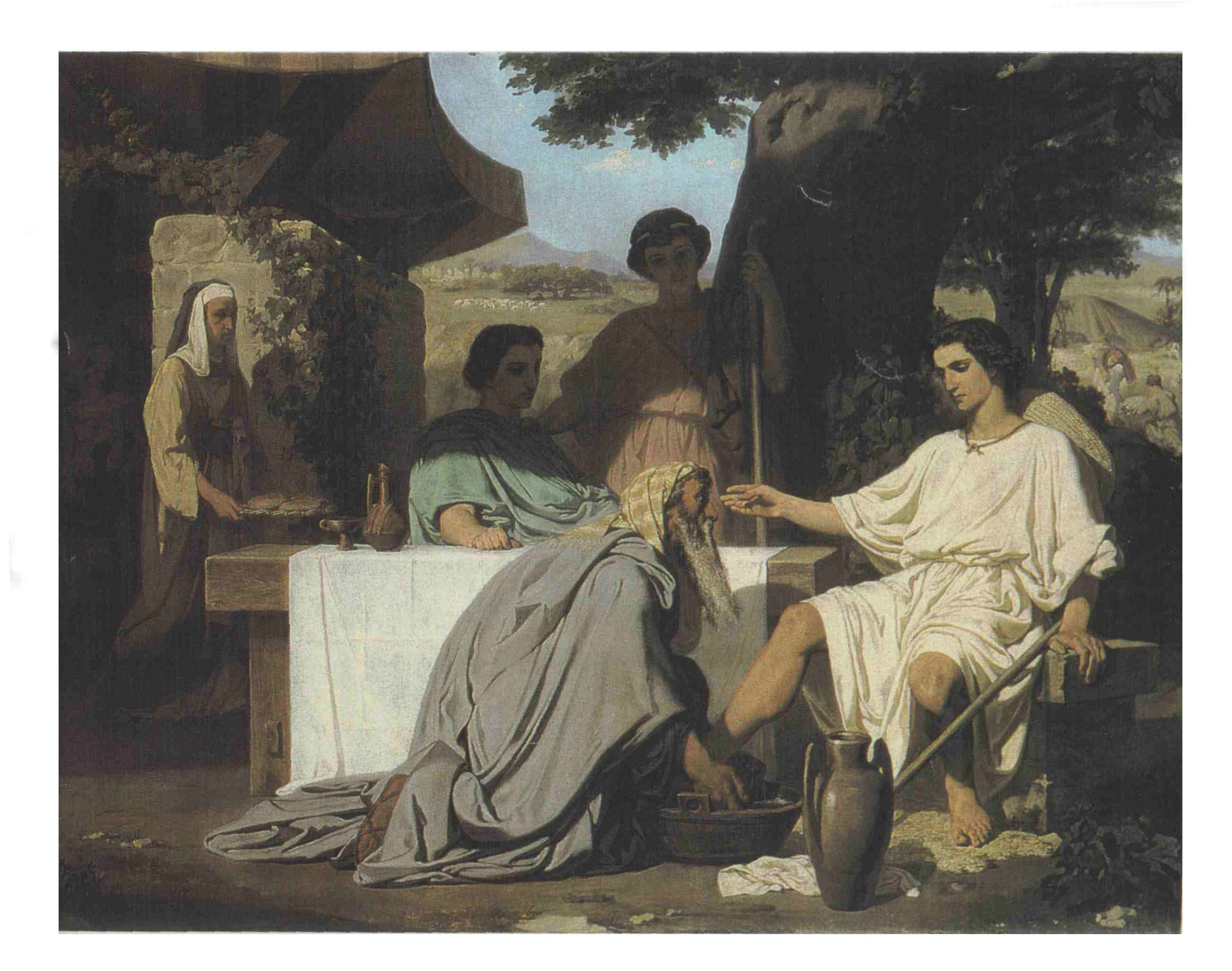
Abramo lava i piedi agli angeli (1854)
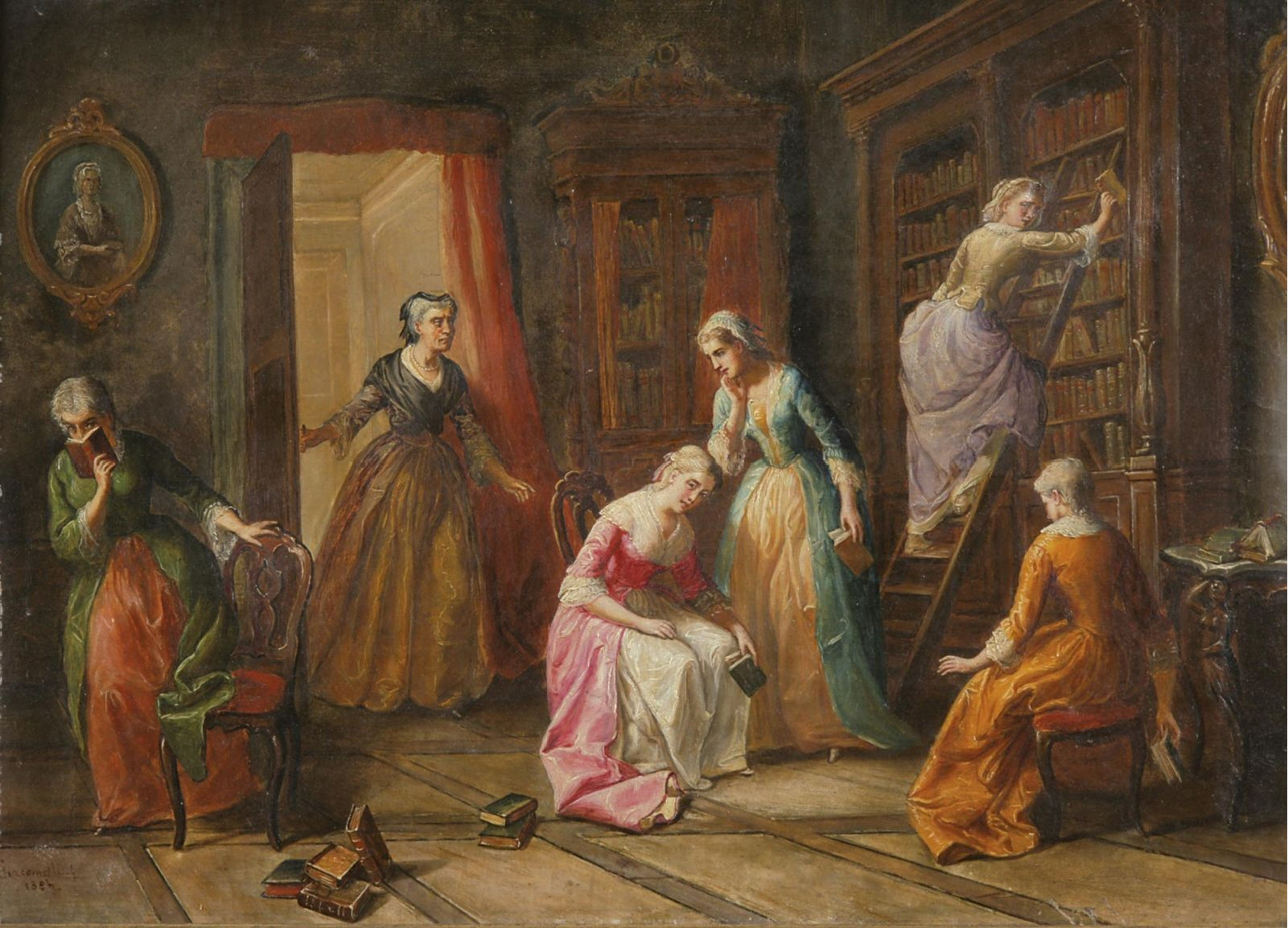
I libri vietati
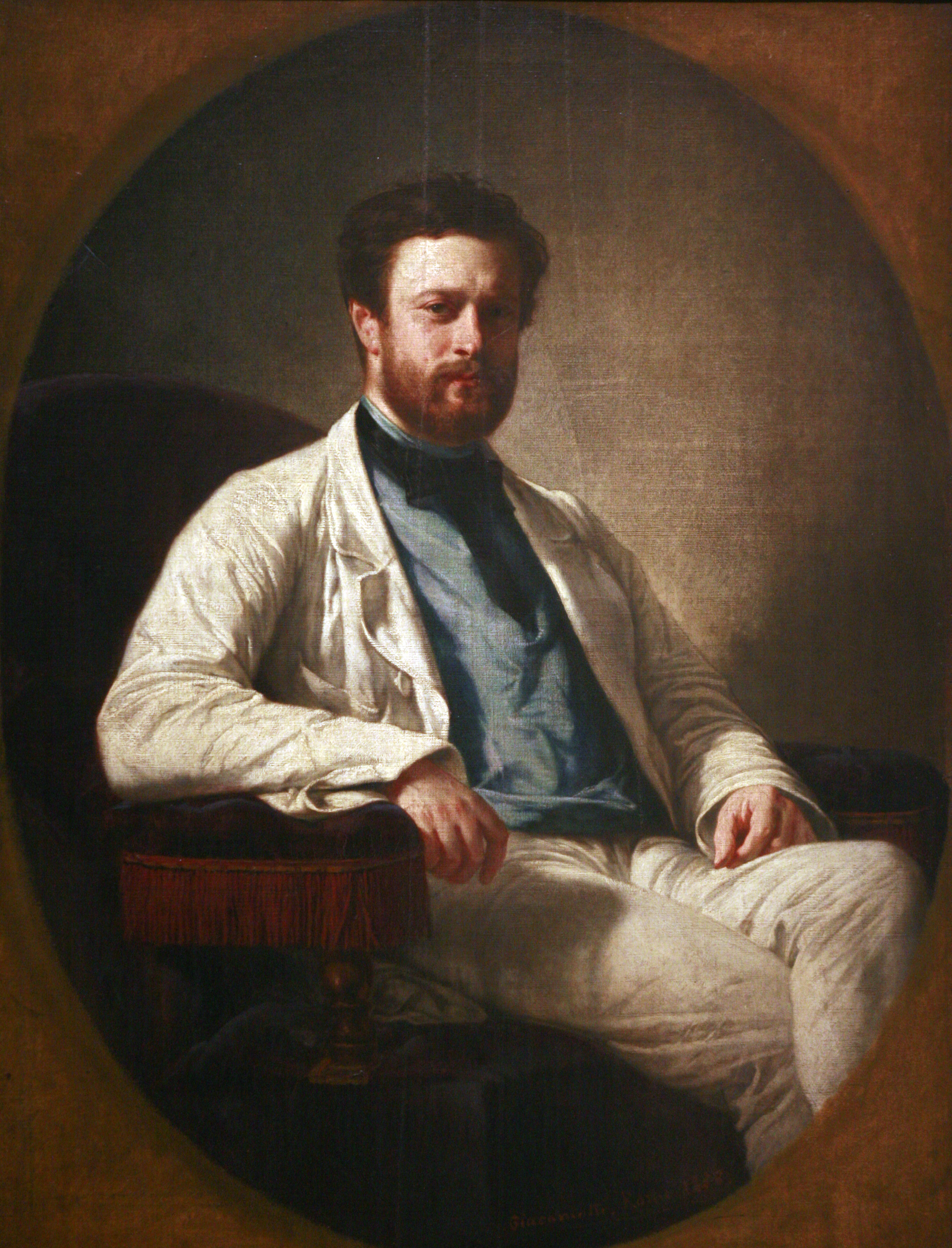
Ritratto di Edmond About

## Collegamenti esterni

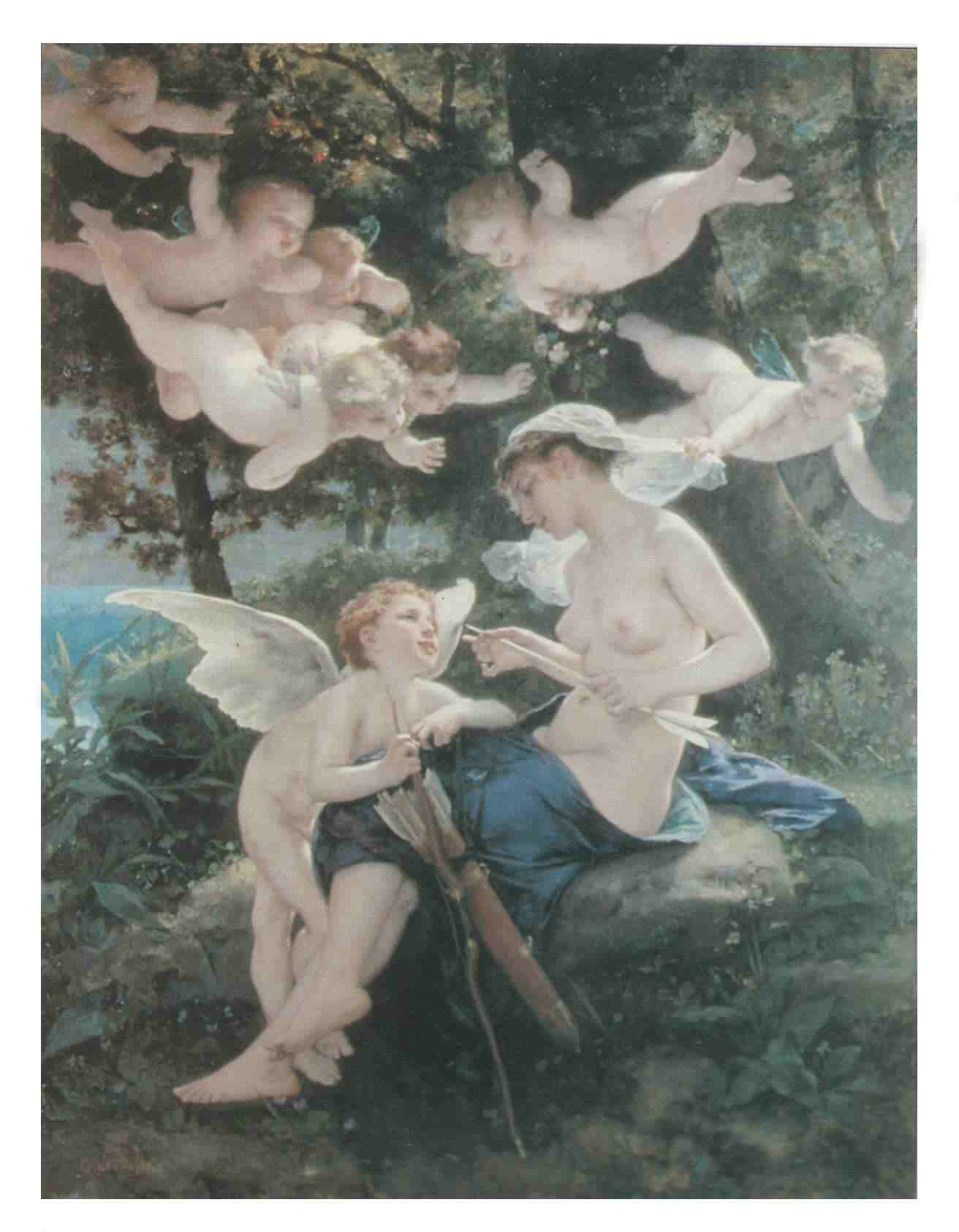
L'Innocenza (1884)